# Nederlandse Top 40

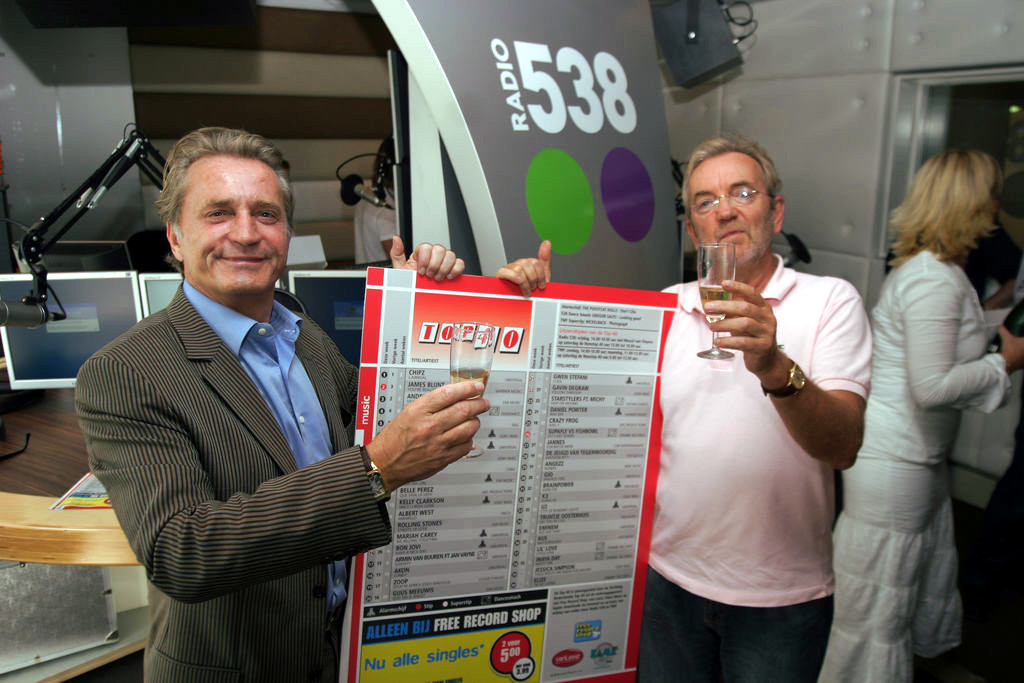
Hans Breukhoven và Lex Harding với phiên bản in của Dutch Top 40 năm 2005

Dutch Top 40 (tiếng Hà Lan: Nederlandse Top 40) là một bảng xếp hạng được cập nhật hàng tuần của Hà Lan. Khởi đầu với tên "Veronica Top 40", bởi vì kênh Radio Veronica đã tạo ra và giới thiệu nó. Nó tồn tại với tên "The Veronica Top 40" cho đến 1974, khi kênh truyền thanh bất hợp pháp này buộc phải dừng hoạt động. Joost den Draaijer đã khởi xướng lại 40 ở Hà Lan. Bảng xếp hạng này hoạt động tương tự như Billboard Hot 100 ở Hoa Kỳ.

## Lịch sử
Ngày 2 tháng 1 năm 1965, Top 40 đầu tiên đã được biên soạn, với đĩa đơn quán quân đầu tiên là "I Feel Fine" của The Beatles. Vì thành công rực rỡ của nó, nhiều bảng xếp hạng tương tự như Nationale Hitparade ("National Hitparade"), Mega Top 100 và Hilversum Top 30, đã được tạo ra. Năm 1974, Stichting Nederlandse Top 40 đã mua lại Top 40 và đặt tên là De Nederlandse Top 40.
Hiện nay, Radio 538 đang phát Dutch Top 40 trên sóng phát thanh. Jeroen Nieuwenhuize là người dẫn của chương trình vào mỗi chiều thứ sáu từ 14:00 đến 18:00. Dutch Top 40 là chương trình được nghe nhiều nhất trên sóng phát thanh Hà Lan trong khoảng thời gian này.

## Kỉ lục của Dutch Top 40
| Nghệ sĩ         | Số tuần | Điểm  |
| --------------- | ------- | ----- |
| Madonna         | 470     | 11827 |
| Rolling Stones  | 448     | 11649 |
| The Beatles     | 312     | 9222  |
| Golden Earring  | 365     | 9001  |
| Michael Jackson | 336     | 8305  |
| BZN             | 373     | 8275  |
| The Cats        | 335     | 8036  |
| Bee Gees        | 326     | 7591  |
| Queen           | 323     | 7577  |
| ABBA            | 247     | 6657  |

| Nghệ sĩ         | Đĩa đơn |
| --------------- | ------- |
| BZN             | 55      |
| Madonna         | 53      |
| Rolling Stones  | 49      |
| Golden Earring  | 46      |
| Normaal         | 42      |
| Bee Gees        | 41      |
| U2              | 39      |
| Michael Jackson | 38      |
| Queen           | 38      |
| The Cats        | 36      |

| Nghệ sĩ            | Số tuần | Điểm  |
| ------------------ | ------- | ----- |
| BZN                | 1106    | 60375 |
| The Rolling Stones | 1117    | 57200 |
| Madonna            | 1107    | 53994 |
| Golden Earring     | 1039    | 53833 |
| Queen              | 1014    | 53647 |
| André Hazes        | 972     | 49412 |
| ABBA               | 761     | 46439 |
| U2                 | 906     | 45913 |
| Michael Jackson    | 873     | 44240 |
| Celine Dion        | 775     | 43119 |